# Galagoides rondoensis
Galago rondoensis là một loài động vật có vú trong họ Galagidae, bộ Linh trưởng. Loài này được Honess miêu tả năm 1997.